# Caeleb Dressel
Caeleb Dressel (født 16. august 1996) er en amerikansk svømmer.
Han repræsenterede USA under sommer-OL 2016 i Rio de Janeiro, hvor han vandt to guld.
I 2021 repræsenterede han sit land ved sommer-OL 2020 i Tokyo, Japan i 4×100 meter fri, hvor holdet vandt guld.